# Istanbul Tekniske Universitet
Istanbul Tekniske Universitet (forkortet ITU) er et internationalt teknisk universitet i Tyrkiets største by, Istanbul. Det blev oprettet i 1773, hvilket gør universitetet til verdens tredjeældste tekniske universitet.
41°06′20″N 29°01′25″Ø / 41.10548°N 29.02365°Ø
Universitetet har ca. 22.000 studerende og ca. 2.400 ansatte.

## Fodnoter
1. ↑  Istanbul Technical University
2. ↑  Istanbul Technical University